# Wereldkampioenschap cricket 2015
Het wereldkampioenschap cricket van 2015 werd gehouden in Australië en Nieuw-Zeeland van 4 februari tot en met 29 maart 2015. De gastlanden speelden tegen elkaar in de finale die gewonnen werd door het Australisch cricketelftal dat voor de vijfde keer in de geschiedenis wereldkampioen werd.

## Verdeling van de speelsteden

### Australië
| Melbourne                                                                        | Sydney                                   | Adelaide                         | Brisbane                       |
| -------------------------------------------------------------------------------- | ---------------------------------------- | -------------------------------- | ------------------------------ |
| Melbourne Cricket Ground Capaciteit: 100.000                                     | Sydney Cricket Ground Capaciteit: 55.000 | Adelaide Oval Capaciteit: 55.000 | The Gabba Capaciteit: 42.000   |
|                                                                                  |                                          |                                  |                                |
| · Melbourne Sydney Adelaide Brisbane Canberra Hobart Perth Locaties in Australië |                                          |                                  |                                |
| Perth                                                                            | Hobart                                   | Sydney                           | Canberra                       |
| WACA Ground Capaciteit: 27.000                                                   | Bellerive Oval Capaciteit: 16.000        | ANZ Stadium Capaciteit: 80.000   | Manuka Oval Capaciteit: 15.000 |
|                                                                                  |                                          |                                  |                                |

### Nieuw-Zeeland
| Auckland                                                                                        | Christchurch                                | Dunedin                            | Hamilton                         |
| ----------------------------------------------------------------------------------------------- | ------------------------------------------- | ---------------------------------- | -------------------------------- |
| Eden Park Capaciteit: 63.000                                                                    | AMI Stadium Capaciteit: 50.000              | University Oval Capaciteit: 6.000  | Seddon Park Capaciteit: 12.000   |
|                                                                                                 |                                             |                                    |                                  |
| · Wellington Queenstown Napier Hamilton Dunedin Christchurch Auckland Locaties in Nieuw-Zeeland |                                             |                                    |                                  |
| Napier                                                                                          | Queenstown                                  | Wellington                         | Wellington                       |
| McLean Park Capaciteit: 22.000                                                                  | Queenstown Events Centre Capaciteit: 19.000 | Westpac Stadium Capaciteit: 40.000 | Basin Reserve Capaciteit: 13.000 |
|                                                                                                 |                                             |                                    |                                  |

## Kwalificatie
In eerste instantie zouden alleen de tien testlanden aan het wereldkampioenschap mogen meedoen. Voor het eerst in jaren zouden alle B-landen bij voorbaat zijn uitgesloten van kwalificatie, zo besloot de ICC kort na afloop van het wereldkampioenschap in 2011. Deze beslissing stuitte op veel ontevredenheid bij spelers en coaches van zowel de tien test-nations als de uitgesloten associate landen. In juni 2011 besloot de ICC om alsnog vier extra landen voor het toernooi toe te laten. De beslissing van de ICC om de B-landen in eerste instantie uit te sluiten kwam mogelijk door de commerciële ramp tijdens het wereldkampioenschap cricket 2007 waar Bangladesh en Ierland in de eerste ronde cricketreuzen India en Pakistan uitschakelden. India en Pakistan zijn twee van de grootste cricketlanden met bovendien een grote tv-markt voor live cricketuitzendingen.
Er waren twee kwalificatietoernooien, een van 2011 tot met 2013 en een in 2014. De top twee van elke toernooi plaatste zich voor het WK van 2015. De vier kleine cricketlanden die zich plaatsten waren Afghanistan, Ierland, Schotland en de Verenigde Arabische Emiraten. De landen werden op basis van de positie op de wereldranglijst over de groepen verdeeld.
| Groep A           | Groep A       | Groep B      | Groep B                      |
| Plaats            | Team          | Plaats       | Team                         |
| Full members      | Full members  | Full members | Full members                 |
| ----------------- | ------------- | ------------ | ---------------------------- |
| 1                 | Engeland      | 2            | Zuid-Afrika                  |
| 4                 | Australië     | 3            | India                        |
| 5                 | Sri Lanka     | 6            | Pakistan                     |
| 8                 | Bangladesh    | 7            | West-Indië                   |
| 9                 | Nieuw-Zeeland | 10           | Zimbabwe                     |
| Associate members |               |              |                              |
| 12                | Afghanistan   | 11           | Ierland                      |
| 13                | Schotland     | 14           | Verenigde Arabische Emiraten |

## Programma

### Groepsfase
De top vier van elke groep plaatste zich voor de kwartfinales. Bij een gelijk aantal punten geeft eerst het aantal overwinningen de doorslag en vervolgens het Net Run Rate.

#### Groep A

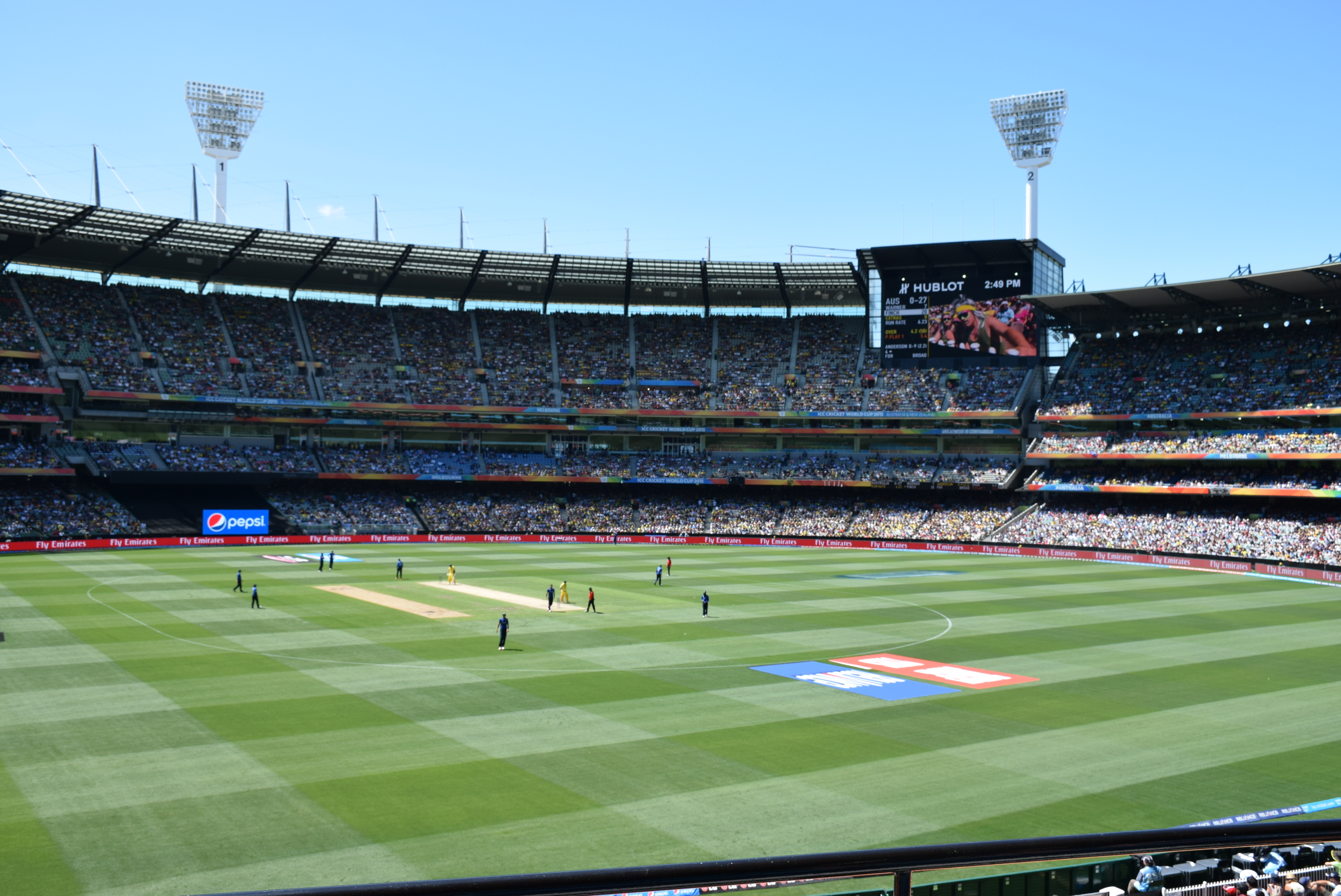
De wedstrijd tussen Australië en Engeland

| Team          | Gesp. | W | V | G | GR | NRR    | Ptn |
| ------------- | ----- | - | - | - | -- | ------ | --- |
| Nieuw-Zeeland | 6     | 6 | 0 | 0 | 0  | +2,564 | 12  |
| Australië     | 6     | 4 | 1 | 0 | 1  | +2,257 | 9   |
| Sri Lanka     | 6     | 4 | 2 | 0 | 0  | +0,371 | 8   |
| Bangladesh    | 6     | 3 | 2 | 0 | 1  | +0,136 | 7   |
| Engeland      | 6     | 2 | 4 | 0 | 0  | −0,753 | 4   |
| Afghanistan   | 6     | 1 | 5 | 0 | 0  | −1,853 | 2   |
| Schotland     | 6     | 0 | 6 | 0 | 0  | −2,218 | 0   |

| 14 februari Scorecard | Nieuw-Zeeland 331/6 (50 overs) | v | Sri Lanka 233 (46.1 overs) | Nieuw-Zeeland wint met 98 runs Hagley Oval, Christchurch |
| 14 februari Scorecard |                                |   |                            | Nieuw-Zeeland wint met 98 runs Hagley Oval, Christchurch |
|                       |                                |   |                            |                                                          |

| 14 februari Scorecard | Australië 342/9 (50 overs) | v | Engeland 231 (41.5 overs) | Australië wint met 111 runs Melbourne Cricket Ground, Melbourne |
| 14 februari Scorecard |                            |   |                           | Australië wint met 111 runs Melbourne Cricket Ground, Melbourne |
|                       |                            |   |                           |                                                                 |

| 17 februari Scorecard | Schotland 142 (36.2 overs) | v | Nieuw-Zeeland 146/7 (24.5 overs) | Nieuw-Zeeland wint met 3 wickets University Oval, Dunedin |
| 17 februari Scorecard |                            |   |                                  | Nieuw-Zeeland wint met 3 wickets University Oval, Dunedin |
|                       |                            |   |                                  |                                                           |

| 18 februari Scorecard | Bangladesh 267 (50 overs) | v | Afghanistan 162 (42.5 overs) | Bangladesh wint met 105 runs Manuka Oval, Canberra |
| 18 februari Scorecard |                           |   |                              | Bangladesh wint met 105 runs Manuka Oval, Canberra |
|                       |                           |   |                              |                                                    |

| 20 februari Scorecard | Engeland 123 (33.2 overs) | v | Nieuw-Zeeland 125/2 (12.2 overs) | Nieuw-Zeeland wint met 8 wickets Wellington Regional Stadium, Wellington |
| 20 februari Scorecard |                           |   |                                  | Nieuw-Zeeland wint met 8 wickets Wellington Regional Stadium, Wellington |
|                       |                           |   |                                  |                                                                          |

| 21 februari Scorecard | Australië | v | Bangladesh | wedstrijd gestaakt zonder een bal te hebben gespeeld Brisbane Cricket Ground, Brisbane |
| 21 februari Scorecard |           |   |            | wedstrijd gestaakt zonder een bal te hebben gespeeld Brisbane Cricket Ground, Brisbane |
|                       |           |   |            |                                                                                        |

| 22 februari Scorecard | Afghanistan 232 (49.4 overs) | v | Sri Lanka 236/6 (48.2 overs) | Sri Lanka wint met 4 wickets University Oval, Dunedin |
| 22 februari Scorecard |                              |   |                              | Sri Lanka wint met 4 wickets University Oval, Dunedin |
|                       |                              |   |                              |                                                       |

| 23 februari Scorecard | Engeland 303/8 (50 overs) | v | Schotland 184 (42.2 overs) | England wint met 119 runs Hagley Oval, Christchurch |
| 23 februari Scorecard |                           |   |                            | England wint met 119 runs Hagley Oval, Christchurch |
|                       |                           |   |                            |                                                     |

| 26 februari Scorecard | Schotland 210 (50 overs) | v | Afghanistan 211/9 (49.3 overs) | Afghanistan wint met 1 wicket University Oval, Dunedin |
| 26 februari Scorecard |                          |   |                                | Afghanistan wint met 1 wicket University Oval, Dunedin |
|                       |                          |   |                                |                                                        |

| 26 februari Scorecard | Sri Lanka 332/1 (50 overs) | v | Bangladesh 240 (47 overs) | Sri Lanka wint met 92 runs Melbourne Cricket Ground, Melbourne |
| 26 februari Scorecard |                            |   |                           | Sri Lanka wint met 92 runs Melbourne Cricket Ground, Melbourne |
|                       |                            |   |                           |                                                                |

| 28 februari Scorecard | Australië 151 (32.2 overs) | v | Nieuw-Zeeland 152/9 (23.1 overs) | Nieuw-Zeeland wint met 1 wicket Eden Park, Auckland |
| 28 februari Scorecard |                            |   |                                  | Nieuw-Zeeland wint met 1 wicket Eden Park, Auckland |
|                       |                            |   |                                  |                                                     |

| 1 maart Scorecard | Engeland 309/6 (50 overs) | v | Sri Lanka 312/1 (47.2 overs) | Sri Lanka wint met 9 wickets Wellington Regional Stadium, Wellington |
| 1 maart Scorecard |                           |   |                              | Sri Lanka wint met 9 wickets Wellington Regional Stadium, Wellington |
|                   |                           |   |                              |                                                                      |

| 4 maart Scorecard | Australië 417/6 (50 overs) | v | Afghanistan 142 (37.3 overs) | Australië wint met 275 runs WACA Ground, Perth |
| 4 maart Scorecard |                            |   |                              | Australië wint met 275 runs WACA Ground, Perth |
|                   |                            |   |                              |                                                |

| 5 maart Scorecard | Schotland 318/8 (50 overs) | v | Bangladesh 322/4 (48.1 overs) | Bangladesh wint met 6 wickets Saxton Oval, Nelson |
| 5 maart Scorecard |                            |   |                               | Bangladesh wint met 6 wickets Saxton Oval, Nelson |
|                   |                            |   |                               |                                                   |

| 8 maart Scorecard | Afghanistan 186 (47.4 overs) | v | Nieuw-Zeeland 188/4 (36.1 overs) | Nieuw-Zeeland wint met 6 wickets McLean Park, Napier |
| 8 maart Scorecard |                              |   |                                  | Nieuw-Zeeland wint met 6 wickets McLean Park, Napier |
|                   |                              |   |                                  |                                                      |

| 8 maart Scorecard | Australië 376/9 (50 overs) | v | Sri Lanka 312 (46.2 overs) | Australië wint met 64 runs Sydney Cricket Ground, Sydney |
| 8 maart Scorecard |                            |   |                            | Australië wint met 64 runs Sydney Cricket Ground, Sydney |
|                   |                            |   |                            |                                                          |

| 9 maart Scorecard | Bangladesh 275/7 (50 overs) | v | Engeland 260 (48.3 overs) | Bangladesh wint met 15 runs Adelaide Oval, Adelaide |
| 9 maart Scorecard |                             |   |                           | Bangladesh wint met 15 runs Adelaide Oval, Adelaide |
|                   |                             |   |                           |                                                     |

| 11 maart Scorecard | Sri Lanka 363/9 (50 overs) | v | Schotland 215 (43.1 overs) | Sri Lanka wint met 148 runs Bellerive Oval, Hobart |
| 11 maart Scorecard |                            |   |                            | Sri Lanka wint met 148 runs Bellerive Oval, Hobart |
|                    |                            |   |                            |                                                    |

| 13 maart Scorecard | Bangladesh 288/7 (50 overs) | v | Nieuw-Zeeland 290/7 (48.5 overs) | Nieuw-Zeeland wint met 3 wickets Seddon Park, Hamilton |
| 13 maart Scorecard |                             |   |                                  | Nieuw-Zeeland wint met 3 wickets Seddon Park, Hamilton |
|                    |                             |   |                                  |                                                        |

| 13 maart Scorecard | Afghanistan 111/7 (36.2 overs) | v | Engeland 101/1 (18.1 overs) | England wint met 9 wickets (D/L) Sydney Cricket Ground, Sydney |
| 13 maart Scorecard |                                |   |                             | England wint met 9 wickets (D/L) Sydney Cricket Ground, Sydney |
|                    |                                |   |                             |                                                                |

| 14 maart Scorecard | Schotland 130 (25.4 overs) | v | Australië 133/3 (15.2 overs) | Australië wint met 7 wickets Bellerive Oval, Hobart |
| 14 maart Scorecard |                            |   |                              | Australië wint met 7 wickets Bellerive Oval, Hobart |
|                    |                            |   |                              |                                                     |

#### Groep B
| Team                         | Gesp. | W | V | G | GR | NRR    | Ptn |
| ---------------------------- | ----- | - | - | - | -- | ------ | --- |
| India                        | 6     | 6 | 0 | 0 | 0  | +1,827 | 12  |
| Zuid-Afrika                  | 6     | 4 | 2 | 0 | 0  | +1,707 | 8   |
| Pakistan                     | 6     | 4 | 2 | 0 | 0  | −0,085 | 8   |
| West-Indië                   | 6     | 3 | 3 | 0 | 0  | −0,053 | 6   |
| Ierland                      | 6     | 3 | 3 | 0 | 0  | −0,933 | 6   |
| Zimbabwe                     | 6     | 1 | 5 | 0 | 0  | −0,527 | 2   |
| Verenigde Arabische Emiraten | 6     | 0 | 6 | 0 | 0  | −2,032 | 0   |

| 15 februari Scorecard | Zuid-Afrika 339/4 (50 overs) | v | Zimbabwe 277 (48.2 overs) | Zuid-Afrika wint met 62 runs Seddon Park, Hamilton |
| 15 februari Scorecard |                              |   |                           | Zuid-Afrika wint met 62 runs Seddon Park, Hamilton |
|                       |                              |   |                           |                                                    |

| 15 februari Scorecard | India 300/7 (50 overs) | v | Pakistan 224 (47 overs) | India wint met 76 runs Adelaide Oval, Adelaide |
| 15 februari Scorecard |                        |   |                         | India wint met 76 runs Adelaide Oval, Adelaide |
|                       |                        |   |                         |                                                |

| 16 februari Scorecard | West-Indië 304/7 (50 overs) | v | Ierland 307/6 (45.5 overs) | Ireland wint met 4 wickets Saxton Oval, Nelson |
| 16 februari Scorecard |                             |   |                            | Ireland wint met 4 wickets Saxton Oval, Nelson |
|                       |                             |   |                            |                                                |

| 19 februari Scorecard | Verenigde Arabische Emiraten 285/7 (50 overs) | v | Zimbabwe 286/6 (48 overs) | Zimbabwe wint met 4 wickets Saxton Oval, Nelson |
| 19 februari Scorecard |                                               |   |                           | Zimbabwe wint met 4 wickets Saxton Oval, Nelson |
|                       |                                               |   |                           |                                                 |

| 21 februari Scorecard | West-Indië 310/6 (50 overs) | v | Pakistan 160 (39 overs) | West Indies wint met 150 runs Hagley Oval, Christchurch |
| 21 februari Scorecard |                             |   |                         | West Indies wint met 150 runs Hagley Oval, Christchurch |
|                       |                             |   |                         |                                                         |

| 22 februari Scorecard | India 307/7 (50 overs) | v | Zuid-Afrika 177 (40.2 overs) | India wint met 130 runs Melbourne Cricket Ground, Melbourne |
| 22 februari Scorecard |                        |   |                              | India wint met 130 runs Melbourne Cricket Ground, Melbourne |
|                       |                        |   |                              |                                                             |

| 24 februari Scorecard | West-Indië 372/2 (50 overs) | v | Zimbabwe 289 (44.3 overs) | West Indies wint met 73 runs Manuka Oval, Canberra |
| 24 februari Scorecard |                             |   |                           | West Indies wint met 73 runs Manuka Oval, Canberra |
|                       |                             |   |                           |                                                    |

| 25 februari Scorecard | Verenigde Arabische Emiraten 278/9 (50 overs) | v | Ierland 279/8 (49.2 overs) | Ireland wint met 2 wickets Brisbane Cricket Ground, Brisbane |
| 25 februari Scorecard |                                               |   |                            | Ireland wint met 2 wickets Brisbane Cricket Ground, Brisbane |
|                       |                                               |   |                            |                                                              |

| 27 februari Scorecard | Zuid-Afrika 408/5 (50 overs) | v | West-Indië 151 (33.1 overs) | Zuid-Afrika wint met 257 runs Sydney Cricket Ground, Sydney |
| 27 februari Scorecard |                              |   |                             | Zuid-Afrika wint met 257 runs Sydney Cricket Ground, Sydney |
|                       |                              |   |                             |                                                             |

| 28 februari Scorecard | Verenigde Arabische Emiraten 102 (31.3 overs) | v | India 104/1 (18.5 overs) | India wint met 9 wickets WACA Ground, Perth |
| 28 februari Scorecard |                                               |   |                          | India wint met 9 wickets WACA Ground, Perth |
|                       |                                               |   |                          |                                             |

| 1 maart Scorecard | Pakistan 235/7 (50 overs) | v | Zimbabwe 215 (49.4 overs) | Pakistan wint met 20 runs Brisbane Cricket Ground, Brisbane |
| 1 maart Scorecard |                           |   |                           | Pakistan wint met 20 runs Brisbane Cricket Ground, Brisbane |
|                   |                           |   |                           |                                                             |

| 3 maart Scorecard | Zuid-Afrika 411/4 (50 overs) | v | Ierland 210 (45 overs) | Zuid-Afrika wint met 201 runs Manuka Oval, Canberra |
| 3 maart Scorecard |                              |   |                        | Zuid-Afrika wint met 201 runs Manuka Oval, Canberra |
|                   |                              |   |                        |                                                     |

| 4 maart Scorecard | Pakistan 339/6 (50 overs) | v | Verenigde Arabische Emiraten 210/8 (50 overs) | Pakistan wint met 129 runs McLean Park, Napier |
| 4 maart Scorecard |                           |   |                                               | Pakistan wint met 129 runs McLean Park, Napier |
|                   |                           |   |                                               |                                                |

| 6 maart Scorecard | West-Indië 182 (44.2 overs) | v | India 185/6 (39.1 overs) | India wint met 4 wickets WACA Ground, Perth |
| 6 maart Scorecard |                             |   |                          | India wint met 4 wickets WACA Ground, Perth |
|                   |                             |   |                          |                                             |

| 7 maart Scorecard | Pakistan 222 (46.4 overs) | v | Zuid-Afrika 202 (33.3 overs) | Pakistan wint met 29 runs (D/L) Eden Park, Auckland |
| 7 maart Scorecard |                           |   |                              | Pakistan wint met 29 runs (D/L) Eden Park, Auckland |
|                   |                           |   |                              |                                                     |

| 7 maart Scorecard | Ierland 331/8 (50 overs) | v | Zimbabwe 326 (49.3 overs) | Ireland wint met 5 runs Bellerive Oval, Hobart |
| 7 maart Scorecard |                          |   |                           | Ireland wint met 5 runs Bellerive Oval, Hobart |
|                   |                          |   |                           |                                                |

| 10 maart Scorecard | Ierland 259 (49 overs) | v | India 260/2 (36.5 overs) | India wint met 8 wickets Seddon Park, Hamilton |
| 10 maart Scorecard |                        |   |                          | India wint met 8 wickets Seddon Park, Hamilton |
|                    |                        |   |                          |                                                |

| 12 maart Scorecard | Zuid-Afrika 341/6 (50 overs) | v | Verenigde Arabische Emiraten 195 (47.3 overs) | Zuid-Afrika wint met 146 runs Wellington Regional Stadium, Wellington |
| 12 maart Scorecard |                              |   |                                               | Zuid-Afrika wint met 146 runs Wellington Regional Stadium, Wellington |
|                    |                              |   |                                               |                                                                       |

| 14 maart Scorecard | Zimbabwe 287 (48.5 overs) | v | India 288/4 (48.4 overs) | India wint met 6 wickets Eden Park, Auckland |
| 14 maart Scorecard |                           |   |                          | India wint met 6 wickets Eden Park, Auckland |
|                    |                           |   |                          |                                              |

| 15 maart Scorecard | Verenigde Arabische Emiraten 175 (47.4 overs) | v | West-Indië 176/4 (30.3 overs) | West Indies wint met 6 wickets McLean Park, Napier |
| 15 maart Scorecard |                                               |   |                               | West Indies wint met 6 wickets McLean Park, Napier |
|                    |                                               |   |                               |                                                    |

| 15 maart Scorecard | Ierland 237 (50 overs) | v | Pakistan 241/3 (46.1 overs) | Pakistan wint met 7 wickets Adelaide Oval, Adelaide |
| 15 maart Scorecard |                        |   |                             | Pakistan wint met 7 wickets Adelaide Oval, Adelaide |
|                    |                        |   |                             |                                                     |

### Knock-outfase

#### Kwartfinales
| 18 maart 2015 | Sri Lanka 133 (37.2 overs) | v | Zuid-Afrika 134/1 (18 overs) | Zuid-Afrika wint met 9 wickets Sydney Cricket Ground, Sydney |
| 18 maart 2015 |                            |   |                              | Zuid-Afrika wint met 9 wickets Sydney Cricket Ground, Sydney |
|               |                            |   |                              |                                                              |

| 19 maart 2015 | India 302/6 (50 overs) | v | Bangladesh 193 (45 overs) | India wint met 109 runs Melbourne Cricket Ground, Melbourne |
| 19 maart 2015 |                        |   |                           | India wint met 109 runs Melbourne Cricket Ground, Melbourne |
|               |                        |   |                           |                                                             |

| 20 maart 2015 | Pakistan 213 (49.5 overs) | v | Australië 216/4 (33.5 overs) | Australië wint met 6 wickets Adelaide Oval, Adelaide |
| 20 maart 2015 |                           |   |                              | Australië wint met 6 wickets Adelaide Oval, Adelaide |
|               |                           |   |                              |                                                      |

| 21 maart 2015 | Nieuw-Zeeland 393/6 (50 overs) | v | West-Indië 250 (30.3 overs) | Nieuw-Zeeland wint met 143 runs Wellington Regional Stadium, Wellington |
| 21 maart 2015 |                                |   |                             | Nieuw-Zeeland wint met 143 runs Wellington Regional Stadium, Wellington |
|               |                                |   |                             |                                                                         |

#### Halve finales
| 24 maart 2015 | Zuid-Afrika 281/5 (43 overs) | v | Nieuw-Zeeland 299/6 (42.5 overs) | Nieuw-Zeeland wint met 4 wickets (D/L) Eden Park, Auckland |
| 24 maart 2015 |                              |   |                                  | Nieuw-Zeeland wint met 4 wickets (D/L) Eden Park, Auckland |
|               |                              |   |                                  |                                                            |

| 26 maart 2015 | Australië 328/7 (50 overs) | v | India 233 (46.5 overs) | Australië wint met 95 runs Sydney Cricket Ground, Sydney |
| 26 maart 2015 |                            |   |                        | Australië wint met 95 runs Sydney Cricket Ground, Sydney |
|               |                            |   |                        |                                                          |

#### Finale
| 29 maart 2015 | Nieuw-Zeeland 183 (45 overs) | v | Australië 186/3 (33.1 overs) | Australië wint met 7 wickets en wordt wereldkampioen Melbourne Cricket Ground, Melbourne |
| 29 maart 2015 |                              |   |                              | Australië wint met 7 wickets en wordt wereldkampioen Melbourne Cricket Ground, Melbourne |
|               |                              |   |                              |                                                                                          |

Regulier wereldkampioenschap (One Day International)
Wereldkampioenschap Twenty20

Wereldkampioenschap testcricket